# Скъпо дневниче
„Скъпо дневниче“ (на италиански: Caro diario) е италианско-френски трагикомичен филм от 1993 година на режисьора Нани Морети по негов собствен сценарий.
Сюжетът, съдържащ автобиографични елементи, е разделен на три самостоятелни епизода: в първия главният герой обикаля Рим със скутер; във втория се опитва неуспешно да намери уединение при свой приятел на Еолийските острови; в третия посещава множество лекари и шарлатани, за да се излекува от странни симптоми, оказали се рядък вид рак. Главната роля се изпълнява от самия Нани Морети.
„Скъпо дневниче“ е номиниран за „Златна палма“ и печели наградата за режисура на Кинофестивала в Кан.